# Я — четвёртый
«Я — четвёртый» (англ. I Am Number Four) — фантастический приключенческий боевик, поставленный режиссёром Ди Джеем Карузо по одноимённому роману, написанному Джеймсом Фреем и Джоби Хьюзом под псевдонимом Питтакус Лор.
Премьера фильма состоялась в США 9 февраля 2011 года.

## Сюжет
Фильм начинается с убийства одного из девяти инопланетян, которые были отправлены на Землю с планеты Лориан, покорённой космическими захватчиками — могадорианами. Как только один погибает, у другого инопланетянина с той же планеты появляется отметина — ожог на ноге. У главного героя фильма появляется третья по счёту отметина, а это значит, что он — следующий. Он сообщает об этом своему опекуну Генри. Они вдвоём заметают следы и меняют место жительства, чтобы уйти от преследования могадориан.
На новом месте жительства, в маленьком городке в штате Огайо, у главного героя новая история и новое имя — Джон Смит. Он знакомится с девушкой Сарой, которая смотрит на мир через объектив фотоаппарата, и сходится с «ботаником» Сэмом, дружба с которым ему «не принесёт роста рейтинга популярности». Спустя некоторое время у Джона начинают проявляться сверхъестественные способности: телекинез, ускоренная реакция, сила и ловкость, а ближе к концу фильма он узнает о том, что может заряжать своей энергией остальных из своей группы. Однако могадориане находят Джона, и при первом столкновении с ними погибает Генри. Джон и Сара убегают и прячутся в школе.
Вскоре туда прибывают могадориане и готовятся ко вторжению в школу. Когда двое первых могадориан отправились на захват школы, к Джону и Саре приходит неожиданное подкрепление в лице некой Джейн — она является «номером шесть» с той же планеты, что и Джон; собака Джона также оказывается химерой, отправленной вместе с ним на Землю для его защиты. Сверхъестественными способностями у Джейн являются: защита от огня и телепортация. Совместными усилиями они убивают всех могадориан. Фильм заканчивается тем, что Джон, Джейн и Сэм (отец которого был уфологом) отправляются искать отца Сэма, а также оставшихся в живых соплеменников, разбросанных по Земле.

## Актёрский состав
| В ролях         |  | Персонаж                       |
| --------------- |  | ------------------------------ |
| Алекс Петтифер  |  | Джон Смит / Четвёртый / Дэниэл |
| Дианна Агрон    |  | Сара                           |
| Тимоти Олифант  |  | Генри                          |
| Кевин Дюранд    |  | командир могадориан            |
| Тереза Палмер   |  | Джейн Доу / Шестая             |
| Каллан Маколифф |  | Сэм Гуд                        |
| Джэйк Абель     |  | Марк Джеймс                    |
| Джудит Хоаг     |  | мать Сары                      |

## Музыка
В фильме звучали песни:
- «Rolling in the Deep» (Adele)
- «Letters From the Sky» (Civil Twilight)
- «Invented» (Jimmy Eat World)
- «Radioactive»  (Kings of Leon)
- «Somebody’s Watching Me» (Rockwell and Michael Jackson)
- «Tighten Up» (The Black Keys)
- «Soldier On» (The Temper Trap)
- «Shelter» (The XX)
- «As She’s Walking Away» (Zac Brown Band & Alan Jackson)

## Производство
Съёмки проходили в Питтсбурге, где под фантастический колледж была декорирована районная Школа Франклина.
Актёры, игравшие пришельцев-могадориан, снимались в обуви на 15-сантиметровой подошве, делавшей походку неторопливой и значительной.

## Оценки
На сайте Rotten Tomatoes рейтинг фильма составляет 33 %. Оценка гласит: «Он позиционируется как начало франшизы, но типичный сюжет „Я — четвёртый“ и неубедительная постановка складываются в один шумный, производный и, в конечном счете, легко забываемый научно-фантастический фильм».
На сайте-агрегаторе Metacritic фильм получил 36 из 100 баллов, исходя из оценок кинокритиков, представленных в 30 отзывах, что соответствует статусу «в основном неблагоприятные отзывы».